# Геньба Любов Григорівна
Любов Григорівна Геньба (народилася 28 лютого 1960 в селі Грушевому Гуляйпільського району Запорізької області) — українська поетеса, журналіст, громадська діячка, режисер, член НСПУ, директор Гуляйпільського музею.

## Життєпис

### Родина
Народилася у сім’ї хліборобів. Батько - Григорій Юхимович. Мати - Леся Миколаївна.

### Творчий шлях
Закінчила з відзнакою Мелітопольське училище культури у 1996р. за фахом: режисер масових заходів, а також у 2006 р. отримала  червоний диплом філологічного факультету Запорізького  Національного університету зі спеціальності «Українська мова та література».
Почала писати з 1977. Друкувалася в обласних газетах, у колективних збірниках «Кроки», «Вітрила», «Великий Луг», альманасі «Хортиця».
На обласному горизонті Любу помітили іще в 1977 році. Гарно відгукнулися про неї Микола Лиходід, Анатолій Рекубрацький, Генадій Літневський. Її вірші все частіше стали потрапляти на шпальти обласних газет. 
з 1992 року починається злет творчої  діяльності Любові Геньби. Одна за одною  виходять у світ  поетичні збірки: «Грушеве» (1992 р.); «Іменем твоїм» (1995 р.); «Паралель» (1999 р.); «Повези мене у Красиве…» (2006 р.); «Душа іде на сповідь» (2006 р.); «Обвітрені сувої половчанки»(2012 р.); «Вальс бажань» (2012 р.) Ліричні вірші Геньби про кохання вирізняються музикальністю і пісенністю.
З виходом другої збірки прийнята до лав НСПУ — 1997 рік.
На вірші Л. Геньби створено низку пісень у співавторстві з композитором-піснярем, Заслуженим діячем мистецтв України Анатолієм Сердюком, зокрема «Весняний вальс», «Оксаночка», «Планета віршів» та ін. та Заслуженим діячем мистецтв України Тетяною Бекіровою. «Весняний вальс» став окрасою  багатьох  концертів, радіо і телепередач
Від 1987 працює у системі Гуляйпілського відділу культури: 
1998–99 – директорка Будинку культури. 
Від 2003 – директорка Гуляйпілського краєзнавчого музею.
Поезії Любові Геньби внесені у навчальні плани шкіл, та вищих навчальних закладів. За її творами готуються курсові, дипломні та наукові роботи. Вона частий гість серед учнівської та студентської молоді.
Більше двадцяти років Любов Григорівна працює в сценічній майстерності.
Маючи освіту  режисера масових заходів, є активним учасником  районних, обласних, всеукраїнських свят, які готує як сценарист, режисер, ведуча і актор. Свої театральні здібності вона перенесла і втілила у роботі на посаді директора районного краєзнавчого музею. Виступає як режисер-постановник, сценарист, ведуча багатьох літературно-мистецьких програм, які проходять у театральних закладах м. Запоріжжя.
За одинадцять років перебування її на посаді директора музею, музей вийшов на одне з перших місць в області, веде активну роботу в розвитку туристичної діяльності. Неодноразово представляла регіон і музей у документальних стрічках знятих каналами СТБ, «1+1», «Першим Національним», є частим гостем обласного радіо і телебачення.
Про неї поетично говорять документальні стрічки «Голосом віків землі своїй молюсь» (2004) та «Жінка на ім’я Любов» (1999).  У 2003 вийшов лазерний компакт-диск «Трояндовий гріх» з піснями на вірші Геньби. Журналісти багатьох обласних та всеукраїнських періодичних видань не обминають своєю увагою як роботу музею так і літературний шлях Любові.
Любов Геньба очолює  районне літературне об’єднання. Двері її кабінету не зачиняються для відвідувачів, молодих талантів. До неї йдуть за порадою, за наукою, вчитися пізнавати прекрасне.
| Не знаю, чи пройду усі дороги, але свою, зізнаюся, — пройду! |, — говорить сама поетеса.
1992 — вступає до Мелітопольського культосвітнього закладу, багато читає, вчить напам'ять, декламує, бере участь у конкурсах декламаторів, поетичних турнірах. Іде напружена внутрішня робота.
У другій книжці «Іменем твоїм», яка вийшла в 1995 році, Люба вже приходить до філософського осмислення світу.

### Нагороди
1998 рік — Дипломант Всеукраїнського конкурсу читців ім. Т.Г. Шевченка у м. Києві;
2002, 2003, 2004 рік — Лауреат районного конкурсу «Людина року»;
2003 — нагороджена регіональною медаллю «За заслуги перед Гуляйпільським районом»;
2005 — Дипломант Всеукраїнського фестивалю ім. Нестора Махна;
2006 — ім’я  Л. Геньби внесене до  енциклопедії сучасної  України;  том №5;
2007 — Лауреат  VI  обласного конкурсу «Господиня  свого краю»;
2007 — Лауреат обласної премії за досягнення у розвитку культури Запорізького краю;
2008 — нагороджена Почесною грамотою обласної ради за значний особистий внесок  у  розвиток культури;
2009 — внесена  до енциклопедії  «Відомі люди України»;
2009 — нагороджена  Почесною грамотою Міністерства культури і туризму України, Почесною грамотою Міністерства культури і туризму  та Центрального комітету профспілки  працівників культури України за;
2009 — нагороджена Почесною грамотою Міністерства культури і туризму України за розвиток  туристичної діяльності.
2010 — нагороджена Почесними грамотами Запорізької обласної державної адміністрації та  Запорізької обласної ради за  великий внесок у розвиток культури та духовності запорізького краю;
2012 — нагороджена ювілейною  медаллю «90 років Гуляйпільському району»
2013 — нагороджена грамотою обласної державної адміністрації  за розвиток культури і 	духовності.
2014 — нагороджена грамотою районної державної адміністрації  за особистий внесок у  соціально-єкономічний і культурний розвиток району, активну життєву та громадську 	позицію. Занесена на районну дошку пошани.